# 莫桑比克圆鳞鲉
莫桑比克圆鳞鲉（学名：Parascorpaena mossambica）为輻鰭魚綱鮋形目鮋亞目鲉科圆鳞鲉属的鱼类，為熱帶海水魚，分布于从东非洲至中部太平洋、台湾岛等，體長可達12公分，棲息在礁砂混合的潟湖、礁石平台，夜行性，生活習性不明。